# Scopula nemorata
Scopula nemorata là một loài bướm đêm trong họ Geometridae.